# Tristram Cary
Tristram Ogilvie Cary (* 14. Mai 1925 in Oxford; † 24. April 2008 in Adelaide) war ein britisch-australischer Komponist.

## Leben
Cary war der Sohn des Autors Joyce Cary und besuchte die der Westminster Abbey angeschlossene Westminster School in London. Während seiner Arbeit als Radartechniker bei der Royal Navy während des Zweiten Weltkriegs entwickelte er seine eigenen Techniken für Elektronik und Tonbandtechnik für den Einsatz in elektronischer Musik. Er gehört damit zu den Pionieren dieser Musikrichtung.
Nach Ende des Krieges errichtete Cary eines der ersten Musikstudios für elektronische Musik. Er wurde insbesondere für seine Arbeit an zahlreichen Film- und Fernsehproduktionen bekannt. So schrieb er zwischen 1962 und 1973 die Musik zu vielen Folgen der erfolgreichen britischen Fernsehserie Doctor Who sowie die Musik zum Film Ladykillers von Alexander Mackendrick.
Cary war einer der ersten britischen Komponisten der Musique concrète und war mit an der Entwicklung des ersten tragbaren Synthesizers, des VCS3, beteiligt.

## Werke (Auswahl)

### Film
- 1955: Ladykillers (The Ladykillers)
- 1957: Eine Stadt steht vor Gericht (Town on Trial)
- 1957: In letzter Stunde (Time Without Pity)
- 1960: Die gestohlene Million (The Boy Who Stole a Million)
- 1963: Mein Freund, der Diamanten Joe (Sammy Going South)
- 1963: Unheimlicher Spielplatz (Silent Playground)
- 1964: Detektiv wider Willen (Daylight Robbery)
- 1967: Das grüne Blut der Dämonen (Quatermass and the Pit)
- 1968: Sebastian – Sputik Code
- 1971: Das Grab der blutigen Mumie (Blood from the Mummy's Tomb)

### Fernsehen
- 1963: Jane Eyre
- 1964: Madame Bovary
- 1964: Mill on the Floss
- 1964–1966: Doctor Who
- 1966: The Head Waiter
- 1968: The Million Pound Banknote
- 1972: A Christmas Carol

### Theater
- 1960: Macbeth Old Vic Theatre
- 1961: Henry IV, Pt.I Old Vic Theatre
- 1965: La Contessa (Druon, dir: Helpmann)
- 1965: Die Ballade von Peckham Rye Salzburg Festival
- 1967: Escalator Music and Centre Music EXPO 67, Montreal
- 1968: Hamlet Theatre Roundabout,
- 1968: Music for Light Olympia London
- 1969: "H" (Wood) National Theatre
- 1984: Echoes till Sunset - 3 Stunden Open Air Entertainment, Adelaide Festival

### Radio
- 1959: The Children of Lir) (Craig
- 1960: La Machine Infernale (Cocteau)
- 1960: The End of Fear (Saurat)
- 1960: King Lear (Shakespeare)
- 1961: The Flight of the Wild Geese (Dillon)
- 1962: The Ballad of Peckham Rye (Spark)
- 1963: The Ha-Ha (Dawson)
- 1964: The Rhyme of the Flying Bomb (Peake)

### Orchester/Kammermusik
- 1972/76: Peccata Mundi for Chorus, Orchestra, Speaking voice, Four tracks of tape
- 1976: Contours & Densities at First Hill - Fifteen Landscapes for Orchestra
- 1991: The Dancing Girls Four Mobiles for Orchestra
- 1991: Sevens Concertino for Yamaha Disklavier and Strings
- 1993: Inside Stories for chamber orchestra and prerecorded CD
- 1955/96: The Ladykillers Suite for Orchestra

### Kammermusik/Solo
- 1959: Sonata for Guitar Alone
- 1955: Three Threes and One Make Ten Mixed decet
- 1955: Narcissus for Flute and two tape recorders
- 1955: Romantic Interiors for violin, cello and tape
- 1955: Family Conference for four clarinets
- 1955: Seeds Mixed Quintet
- 1955: String Quartet No. 2
- 1955: Rivers Four percussionists and two tape recorders
- 1955: Black, White & Rose Marimba and tape
- 1955: Strange Places Piano solo
- 1955: Messages Cello solo
- 1955: Through Glass Piano and electronics

### Vocal
- 1973: Divertimento (1973) - for Olivetti machines, 16 singers and jazz drummer
- 1979: Two Nativity Songs from the Piae Cantiones (arr.)
- 1980: I Am Here Soprano and Tape
- 1993: Earth Hold Songs Soprano and Piano
- 1959/98: Songs for Maid Marian Soprano, Piano

### Elektroakustik - Für analoges Tape
- 1955: Suite - the Japanese Fishermen
- 1967: 4 5 - A Study in Limited Resources
- 1967: Birth is Life is Power is Death is God is....
- 1969: Continuum
- 1972: Suite - Leviathan '99
- 1978: Steam Music

### Für Computer
- 1955: Nonet (1979)
- 1955: Soft Walls (1980)
- 1955: Trellises (1984)
- 1955: The Impossible Piano (1994)

### Bücher
- 1992: Dictionary of Musical Technology (auch bekannt als "Illustrated Compendium of Musical Technology")

## Auszeichnungen
- 1977: Albert H. Maggs Composition Award
- 1991: Medal of the Order of Australia
- 2005: Lifetime Achievement Award from the Adelaide Critics